# Tempo of the Damned
| 전문가 평가      | 전문가 평가 |
| 평가 점수        | 평가 점수   |
| 출처             | 점수        |
| ---------------- | ----------- |
| AllMusic         | [ 2 ]       |
| Blabbermouth.net | 8/10        |

《Tempo of the Damned》는 미국의 스래시 메탈 밴드 엑소더스의 여섯 번째 스튜디오 음반이다. 2004년 2월 2일, 뉴클리어 블래스트를 통해 발매된 《Tempo of the Damned》는 1992년의 《Force of Habit》 이후 엑소더스의 첫 번째 스튜디오 발매였다. 2014년의 《Blood In, Blood Out》으로 돌아올 때까지 오랜 보컬리스트 스티브 소자의 마지막 참여한 음반이었고, 2007년의 《The Atrocity Exhibition... Exhibit A》까지 창립 드러머 톰 헌팅의 마지막으로 참여하였다. 이 음반은 또한 기타리스트 릭 후놀트가 게스트로 참여한 2021년 음반 《Persona Non Grata》까지 마지막으로 참여한 스튜디오 음반이었다.
《Tempo of the Damned》는 엑소더스의 첫 스튜디오 음반으로, 메탈리카의 기타리스트 커크 해밋에게 곡(〈Impaler〉)을 인가했다.
이 음반은 전 멤버 폴 발로프가 사망한 지 2년 만에 발매되었다.
그는 1997년 라이브 음반인 《Another Lesson in Violence》를 제작했지만, 이 음반은 앤디 스냅이 엑소더스 스튜디오 음반을 제작, 믹싱, 엔지니어링 또는 마스터한 최초의 음반이었다.

## 배경
《Tempo of the Damned》는 1992년 《Force of Habit》 이후 새로운 소재의 엑소더스의 첫 번째 스튜디오 음반을 기념했다. 이 음반은 잭 깁슨이 베이스로 참여한 엑소더스의 첫 번째 스튜디오 음반이다. 이 음반은 또한 엑소더스가 1997년 라이브 음반 《Another Lesson in Violence》를 발매하기 위해 《Bonded by Blood》 시대의 리드 싱어 폴 발로프와 재결합한 후 스티브 소자가 밴드로 돌아온 결과이다. 비록 이 음반이 2014년의 《Blood In, Blood Out》까지 그가 피처링한 마지막 음반임이 증명되었지만, 그가 그 음반을 지지하기 위해 남미 투어를 하는 동안 그 그룹을 떠났기 때문에 그와 기타리스트 게리 홀트 사이에 불화가 생겼다.  《Tempo of the Damned》는 오랜 기타리스트 릭 후놀트가 피처링한 엑소더스의 마지막 음반이기도 하다. 공식적으로 밴드에 다시 합류하지 않았음에도 불구하고, 후놀트는 슬레이어와의 약속 때문에 2012년 여름 유럽 투어를 위해 홀트를 메웠고, 그들의 열한 번째 스튜디오 음반 《Persona Non Grata》 (2021년)에 게스트로 참여했다. 이 음반은 그의 두 번째 출발 전에 드러머 톰 헌팅이 피처링한 마지막 음반이었지만, 그는 나중에 2007년에 밴드에 다시 합류했다. 그의 후임자인 롭 듀크스가 2014년 밴드에서 해고된 후 소자도 엑소더스에 다시 합류했다.
《Tempo of the Damned》는 또한 메탈리카의 멤버로서 더 큰 인지도를 발견한 창립 멤버 커크 해밋의 공으로 인정받는 노래를 포함한 엑소더스의 유일한 스튜디오 음반을 기념한다. 다른 음반들은 그들의 1982년 데모 카세트와 1997년 라이브 발표인 《Another Lesson in Violence이》고, 후자는 〈Impaler〉 노래를 특징으로 삼았다. 해밋은 1984년 음반 《Ride the Lightning》에서 발매된 메탈리카 노래 〈Trapped Under Ice〉에 〈Impaler〉의 리프 중 하나를 가져왔다. 뮤직 비디오는 주로 잼 공연으로 구성된 〈War is my Shepherd〉와 〈Throwing Down〉 노래를 위해 촬영되었다.

## 곡 목록
모든 곡들은 특별한 언급이 없는 한 게리 홀트에 의해 작사/작곡하였다.
| #   | 제목                     | 작사·작곡                           | 재생 시간 |
| --- | ------------------------ | ----------------------------------- | --------- |
| 1.  | 〈Scar Spangled Banner〉 |                                     | 6:41      |
| 2.  | 〈War Is My Shepherd〉   | 홀트, 스티브 소자                   | 4:27      |
| 3.  | 〈Blacklist〉            |                                     | 6:17      |
| 4.  | 〈Shroud of Urine〉      |                                     | 4:52      |
| 5.  | 〈Forward March〉        | 홀트, 소자                          | 7:39      |
| 6.  | 〈Culling the Herd〉     |                                     | 6:07      |
| 7.  | 〈Sealed with a Fist〉   |                                     | 3:36      |
| 8.  | 〈Throwing Down〉        | 홀트, 존 밀러                       | 5:01      |
| 9.  | 〈Impaler〉              | 폴 발로프, 커크 해밋, 홀트, 톰 헌팅 | 5:25      |
| 10. | 〈Tempo of the Damned〉  |                                     | 4:22      |